# Polistomorpha nitidiventris
Polistomorpha nitidiventris är en stekelart som beskrevs av Adolpho Ducke 1906. Polistomorpha nitidiventris ingår i släktet Polistomorpha och familjen Leucospidae. Inga underarter finns listade i Catalogue of Life.